# Astragalus pickeringii
Astragalus pickeringii är en ärtväxtart som beskrevs av Asa Gray. Astragalus pickeringii ingår i släktet vedlar, och familjen ärtväxter. Inga underarter finns listade i Catalogue of Life.